# Œillet des Alpes
Dianthus alpinus
Espèce
L'Œillet des Alpes (Dianthus alpinus) est une espèce de plantes de la famille des Caryophyllacées.